# Dance/Electronic Albums
Dance/Electronic Albums, tidigare Top Electronic Albums, är en musiktopplista, publicerad veckovis av Billboard. Listan rankar de bäst säljande elektroniska musikalbumen i USA. Listan debuterade den 30 juni 2001. Ursprungligen fanns det femton placeringar, men det utökades snart till tjugofem. Rankningarna baseras på försäljningen av Nielsen Soundscan och lagligt digitala nedladdningar från en mängd olika butiker för internetmusik.